# Brwa Nouri
Brwa Hekmat Nouri (Urmia, 27 gennaio 1987) è un calciatore svedese naturalizzato iracheno, centrocampista dell'Ariana FC.

## Carriera

### Club
Nouri è nato in Kurdistan, ma è arrivato in Svezia all'età di un anno insieme alla sua famiglia.
Dopo aver fatto parte delle giovanili del Vasalund, nel 1999 è passato all'AIK. Qui nel 2004 ha vinto il titolo nazionale Under-19, sotto la guida di Mikael Stahre.
Nel 2005 ha collezionato 3 presenze con la prima squadra, impegnata nel campionato di Superettan a seguito della retrocessione dell'anno precedente. A fine stagione l'AIK centra immediatamente il ritorno in Allsvenskan, ma Nouri non verrà più utilizzato anche a causa di problemi giudiziari fuori dal campo: aveva 19 anni quando è stato arrestato insieme ad altre undici persone e condannato poi per crimini legati a sostanze stupefacenti. In un'intervista il giocatore ha dichiarato che in quegli anni aveva iniziato a procurarsi denaro grazie a rapine, risse e pestaggi.
Tra il 2006 e il 2008 è stato quindi girato in prestito in campionati minori, con le parentesi all'Åtvidaberg (Superettan), al Väsby United (prima Division 1 poi Superettan) e
al Gröndal (Division 1).
Prima della stagione 2009 è stato contattato da un osservatore del Dalkurd, formazione creata da immigrati curdi. Inizialmente il giocatore non era interessato a lasciare Stoccolma per trasferirsi a Borlänge, ma poi ha accettato l'offerta. Ha conquistato la promozione dalla quarta alla terza serie al termine della prima delle cinque stagioni trascorse con il Dalkurd.
A partire dalla stagione 2014 è diventato un giocatore dell'Östersund, ingaggiato a parametro zero. Al termine della Superettan 2015, la squadra ha conquistato la prima promozione in Allsvenskan della propria storia. Nouri ha contribuito con 4 reti e 9 assist in 27 partite giocate, guadagnandosi così la possibilità di giocare il suo primo campionato di Allsvenskan nel corso della stagione successiva.
Nouri è stato tra gli artefici della cavalcata che ha portato l'Östersund prima a vincere una storica Coppa di Svezia, poi ad arrivare ai sedicesimi di finale dell'UEFA Europa League 2017-2018. Nella gara di ritorno del secondo turno preliminare, alla Türk Telekom Arena contro il Galatasaray, Nouri ha realizzato il rigore che ha ipotecato il passaggio del turno, mentre il pubblico locale lo insultava per le sue origini curde. 
Ha segnato dal dischetto anche nell'andata del terzo turno a Salonicco contro il PAOK (trasformazione rivelatasi cruciale per il passaggio del turno grazie alla regola dei gol in trasferta) e nella fase a gironi quando ha deciso dagli undici metri l'incontro casalingo contro l'Hertha Berlino. Con la squadra già qualificata per i sedicesimi, un rigore di Nouri all'87' minuto della sfida dell'Olympiastadion di Berlino avrebbe potuto far chiudere l'Östersund addirittura in testa al suo girone, ma il debuttante portiere dell'Hertha Jonathan Klinsmann ha respinto il suo tiro.
Nel luglio 2018, pochi giorni dopo la cessione di Ken Sema, con anche l'altra stella della squadra Saman Ghoddos in odore di trasferimento, Nouri è stato ceduto agli indonesiani del Bali United. Il giocatore ha lasciato così l'Östersund a cinque mesi dalla scadenza del contratto. In Indonesia Nouri ha giocato la rimanente parte della stagione 2018, l'intera stagione 2019 (che ha visto il Bali United vincere il titolo nazionale) e l'inizio della stagione 2020, prima che a marzo il campionato venisse sospeso a causa della pandemia di COVID-19 e mai più ripreso. Nel febbraio del 2021, visto che il campionato indonesiano di quell'anno non aveva ancora una data di inizio certa, il giocatore è stato girato in prestito agli iracheni dello Zakho per poco meno di tre mesi.

### Nazionale
Nel periodo 2003-2006 ha collezionato alcune presenze con le nazionali giovanili svedesi, le quali non gli hanno impedito di essere convocato nella nazionale maggiore irachena. La prima convocazione, ricevuta nel 2016 in vista di un doppio incontro valido per le qualificazioni ai Mondiali 2018, non lo ha visto scendere in campo.

## Palmarès

### Club

#### Competizioni nazionali
- Coppa di Svezia: 1

Östersund: 2016-2017
- Campionato indonesiano: 1

Bali United: 2019